# Prithivi

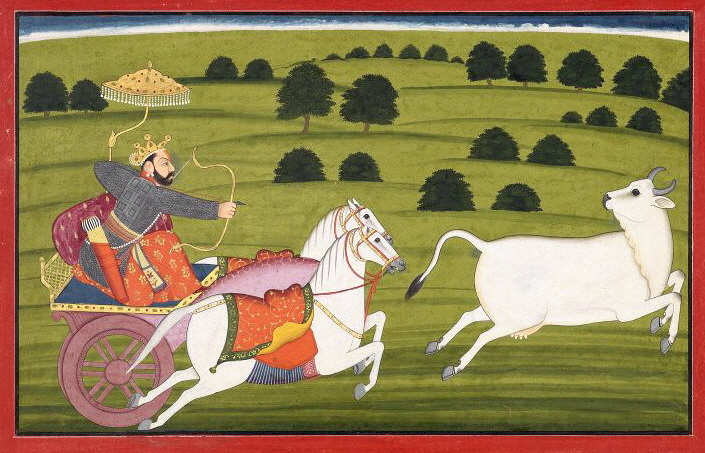
Prithu jagt Prithivi in Gestalt einer Kuh

Prithivi, Prthvi oder Prthivi matar (Sanskrit पृथ्वी माता pṛthvī mātā f. „Erde“, „Breite“, „Weite“, „Mutter Erde“) ist in der vedischen Religion die Muttergöttin, die im Rigveda in sechs Hymnen zusammen mit ihrem Gemahl Dyaus als Dyava-Prithivi angerufen wird. Sie gilt als die freundliche Mutter aller Wesen. Ihre Kinder sind Indra, Agni, Surya und Ushas.

## Rigveda
Als sie Indra zur Welt brachte, kündeten zahlreiche Zeichen, dass ihr Sohn die alte Ordnung umstürzen würde. Daher verbarg sie ihn vor seinem Vater. Eines Tages soll Indra Prithivi von Dyaus auch für immer getrennt oder seine Eltern verschlungen haben. Ihr Symboltier ist die Kuh. Im früheren Hinduismus galt König Prithu als ihr Vater, im späteren Hinduismus spielt sie aber keine Rolle mehr. Allerdings wird sie auch von einem mittelindischen Stamm, den Baigas, als Erd- und Muttergöttin verehrt, die nur in die Asche des brandgerodeten Dschungels säen, um nicht mit dem Pflug „den Schoß ihrer Mutter Erde“ aufzureißen. Prithivi wird in rigvedischen Hymnen ausschließlich mit Dyaus angerufen. Prithivi ist gnädig, wohlwollend, großzügig und freundlich. Ein Toter soll dem Schoß der Mutter Prithivi übergeben werden, damit sie ihm Zuflucht und Schutz gewährt; sie soll nicht zu schwer auf ihm lasten, sondern wie eine Mutter sein, die ihr Kind mit ihrem Kleid zudeckt. Prithivi soll Halt gewähren. Häufig bezeichnet man sie als feststehend und als Wesen, das alle Dinge stützt und trägt. Sie umgibt alle Dinge, ist breit, ausgedehnt und bewegungslos.

## Atharvaveda
Im Atharvaveda gibt es jedoch eine Hymne, die ausschließlich an sie allein gerichtet ist (AV 12.1). Sie ist gleichzeitig ihre längste. Dort werden ihr Indra, Vishnu, Parjanya, Prajapati und Vishvakarman zugeordnet. Der mächtige König Indra ist ihr Gefährte (AV 1.6) und bewahrt sie vor jeglicher Gefahr (AV 13.1.11.18). Vishnu schreitet über sie hin (AV 12.1.10) und sie alle, Parjanya, Prajapati und Vishvakarman, schützen sie, tragen für sie Sorge oder sind jeweils ihre Begleiter. Von Agni heißt es, er würde sie durchdringen (AV 12.1.19). Trotz der Verbindungen mit diesen Göttern wird deutlich, dass Prithivi eine Göttin aus eigenem Recht ist. Wiederholt betont die Hymne die Fruchtbarkeit Prithivis. Sie ist die „All-Geberin“, die Quelle aller Pflanzen, insbesondere des Getreides und der Heilkräuter; sie ernährt auch alle auf ihr lebenden Wesen. Sie wird als geduldig und stark beschrieben (AV 12.1.29). Sie ist die Erhalterin der Guten wie der Bösen, der Dämonen wie der Götter. Sie wird als Mutter angeredet und gebeten, wie eine Mutter für ihren Sohn Milch zu geben. Man nennt sie eine Amme für alle lebenden Dinge (AV 12.1.4) und ihre Brüste sind voll von Nektar. Der Sänger der Hymne bittet sie, ihm ihre Brüste darzureichen, so dass er in den Genuss eines langen Lebens komme. Ferner heißt es von Prithivi, sie manifestiere sich im Wohlgeruch von Männern und Frauen und sei das Glück und Licht in den Männern sowie die herrliche Kraft der Mädchen (AV 12,1.25).

## Indogermanischer Ursprung
Es wird vermutet, dass der Name auf die indogermanische Ursprache zurückgeht. Götternamen wie germanisch Folde und gallisch Litavis wurden hinzugezogen und ein indogermanischer Göttername (*Plth2uih2 meh2tēr) rekonstruiert. Doch ist die Deutung nicht gesichert, da über die entsprechenden Gottheiten kaum etwas bekannt ist. Kritisch ist zudem, dass Litavis hierbei mit der römischen Kriegsgöttin Bellona gleichgesetzt wurde.